# رمزي بن الشيبة
رمزي بن الشيبة (ولد في 1 مايو 1972) يمني محتجز لدى الولايات المتحدة ومعتقل كمقاتل عدو في خليج جوانتانامو في كوبا.  وهو متهم بأنه «المسهل الرئيسي لهجمات 11 سبتمبر» في عام 2001 في الولايات المتحدة. في منتصف التسعينات، انتقل بن الشيبة كطالب إلى هامبورغ في ألمانيا، ويزعم أنه شكل حيث خلية هامبورغ مع محمد عطا وزياد جراح ومروان الشحي لتنفيذ هجمات 11 سبتمبر ايلول.
كان ابن الشيبة واحد من أربعة فشلوا في الحصول على تأشيرة دخول الولايات المتحدة، وهو متهم بالعمل كوسيط للخاطفين في الولايات المتحدة، من خلال تقديم المال وتمرير المعلومات إلى الشخصيات الرئيسية لتنظيم القاعدة. بعد الهجمات، كان بن الشيبة أول من كُشف عن هويته علناً من قبل الولايات المتحدة.
تم القاء القبض عليه في 11 سبتمبر 2002، في كراتشي، باكستان. واحتجز من قبل وكالة الاستخبارات المركزية في المواقع السوداء في المغرب قبل نقله إلى غوانتانامو في سبتمبر 2006. اتهم أخيراً في عام 2008 أمام لجنة عسكرية.